# 沈杏洲
沈杏洲（？—？），浙江湖州府歸安縣人，清朝政治人物。
沈杏洲為舉人出身。乾隆五十九年（1794年）十月，出任湖南永順府龍山縣知縣。